# Олександрівка (Черкаська селищна громада)
Олекса́ндрівка — село в Україні, у Черкаській селищній територіальній громаді Краматорського району Донецької області. Населення становить 1667 осіб.

## Географія
Село Олександрівка знаходиться на правому березі річки Сухий Торець, на автомобільній дорозі Краматорськ — Барвінкове. Найближча залізнична станція — Шидловська напрямком Слов'янськ — Барвінкове. Поруч розташовані населені пункти: с. Новоселівка, с. Троїцьке, смт Черкаське.

## Населення
Згідно з переписом УРСР 1989 року чисельність наявного населення села становила 1588 осіб, з яких 740 чоловіків та 848 жінок.
За переписом населення України 2001 року в селі мешкало 1688 осіб.

### Мова
Розподіл населення за рідною мовою за даними перепису 2001 року:
| Мова            | Кількість | Відсоток |
| --------------- | --------- | -------- |
| українська      | 1367      | 82.00%   |
| російська       | 281       | 16.86%   |
| білоруська      | 6         | 0.36%    |
| вірменська      | 2         | 0.12%    |
| гагаузька       | 1         | 0.06%    |
| угорська        | 1         | 0.06%    |
| інші/не вказали | 9         | 0.54%    |
| Усього          | 1667      | 100%     |

## Економіка
Юридично є центральною садибою дочірнього підприємства «Агрофірма „Шахтар“» ОП «Шахта ім О. Ф. Засядька», м. Донецьк, що нараховує понад 30 структурних підрозділів. МТС агрофірми, автогаражі, ремонтні майстерні, представництво АМАКО-Україна, свиноферма, птахофабрика.

## Транспорт
Селом проходять автошляхи місцевого значення:
- С051422 Черкаське — Олександрівка (1,6 км; з'єднання з О0535)
- С051408 Олександрівка — Маячка (5,8 км)
- С051428 Олександрівка — Дмитрівка з під'їздом до радгоспу ім. Крупської (12,8 км; з'єднання з О0543)